# Таможенный союз

Существующие таможенные союзы и объединения
Таможенный союз Европейского союза
Таможенный союз Евразийского экономического союза
Восточноафриканское сообщество
Западноафриканский экономический и валютный союз
Южноафриканский таможенный союз
Экономическое и валютное сообщество стран Центральной Африки
МЕРКОСУР
Андское сообщество
Карибское сообщество
Система центральноамериканской интеграции
Совет сотрудничества арабских государств Персидского залива
Швейцария–Лихтенштейн
Великобритания — Коронные земли

Тамо́женный сою́з, ТС — организация соглашения двух или более государств (форма межгосударственного соглашения) об отмене таможенных пошлин в торговле между ними, форма коллективного протекционизма от третьих стран. Таможенный союз предусматривает также образование «единой таможенной территории».
Обычно страны-участницы таможенного союза договариваются о создании межгосударственных органов, координирующих проведение согласованной внешнеторговой политики. Как правило, это заключается в проведении периодических совещаний министров, руководящих соответствующими ведомствами, которые в своей работе опираются на постоянно действующий межгосударственный Секретариат.
Фактически, речь идёт о форме межгосударственной интеграции, предполагающей создание наднациональных органов. В этом плане таможенный союз является значительно более продвинутой формой интеграции, чем, например, зона свободной торговли.

## Примеры таможенных союзов
- Германский таможенный союз — бывший союз немецких государств 19 века, согласившихся отменить все таможенные преграды между собой, а из пошлин, взимаемых на границах территории союза, образовать общую кассу, с распределением её доходов между участниками, соответственно числу жителей.
- Таможенный союз Европейского союза — таможенный союз стран Европейского союза и ряда других стран, важная составляющая общего рынка.
- Таможенный союз Евразийского экономического союза — форма торгово-экономической интеграции Армении, Беларуси, Казахстана, Кыргызстана и России.
- Южноафриканский таможенный союз — торгово-экономический союз стран Южной Африки.
- Восточноафриканское сообщество
- Андское сообщество
- МЕРКОСУР